# فالدوروس
بلدية فالدوروس (بالإسبانية: Valdorros)‏, هي إحدى بلديات مقاطعة برغش, التي تقع في منطقة قشتالة وليون, والتي تقع في شمال غرب إسبانيا.
يبلغ عدد سكانها 143 نسمة وفقاً لإحصائية سنة (2002).